# Heinz-Alfred Steiner
Heinz-Alfred Steiner (* 2. April 1936 in Wattenscheid) ist ein deutscher Offizier und Politiker (SPD).

## Leben und Beruf
Nach dem Schulbesuch absolvierte Steiner eine Ausbildung zum Dreher und arbeitete zunächst in diesem Beruf. Im Jahr 1959 trat er, obwohl er Weißer Jahrgang ist, als Berufssoldat in den Dienst der Bundeswehr ein. Nach seiner Wahl in den Deutschen Bundestag 1980 wurde er in den Ruhestand versetzt und schied als Hauptmann aus dem Dienst. Von 1995 bis 1996 war er Vorsitzender des Verbandes der Reservisten der Deutschen Bundeswehr (VdRBw). Im Jahr 1998 wurde Steiner Ehrenmitglied des Bundeswehr-Sozialwerks. Derzeit ist er Major der Reserve und Ehrenpräsident des Reservistenverbandes.

## Abgeordneter
Steiner wurde 1975 in den Rat der Stadt Iserlohn gewählt. Dem Deutschen Bundestag gehörte er von 1980 bis 1994 an. Er war stets über die Landesliste Nordrhein-Westfalen ins Parlament eingezogen. Von 1990 bis 1994 war er stellvertretender Vorsitzender des Verteidigungsausschusses des Bundestages. Des Weiteren war er Mitglied der Parlamentarischen Versammlung des Europarates und der Westeuropäischen Union (WEU). Hier hatte er von 1992 bis 1994 das Amt des Vizepräsidenten inne.

## Schmiergeldaffäre
Nach einer Meldung der Süddeutschen Zeitung vom 19. Mai 2014 soll Steiner zusammen mit der SPD-Politikerin Dagmar Luuk dubiöse Beraterhonorare im Zusammenhang mit Panzer-Exporten nach Griechenland erhalten haben. Beide sollen über eine Beratungsfirma mit dem Namen „Büro für Südosteuropaberatung“ (BfS) von der Rüstungsfirma Krauss-Maffei Wegmann ungefähr fünf Millionen Euro erhalten haben.